# 施設所有管理者賠償責任保険
施設所有管理者賠償責任保険（しせつかんりしゃばいしょうせきにんほけん）は、施設の所有者・占有者が負担する恐れのある賠償リスクや、業務遂行中の事故に起因して負担する恐れのある賠償リスク、つまり「施設（Facility）」に関するリスクをカバーする賠償責任保険である。対象とするリスクを大別すると、次のとおりである。
- 施設リスク（工作物責任）
- 業務リスク

この保険は基本的に被保険者が行う業務リスク一般を対象としていることから、業務範囲が不明確なまま一部危険のみを取り出して付保しようとすることは、損害査定時にトラブルとなることが想定されるため、避けなければならない。

## 被保険者
施設の所有者・占有者、業務の運営者が被保険者となりえ、それらのいずれか又はすべてを保険証券記載の被保険者として指定する。

## 対象施設
保険の対象とする施設は保険証券に明記する必要がある。特に、主たる施設に付属する施設や、一般的に付属施設とも考えにくいような特殊な施設は、保険証券に明記しておかないと事故時にトラブルになるので注意が必要である。

## 主な免責
- 昇降機（エレベーター）に関するリスク 昇降機賠償責任保険の対象とし、この保険では対象外としている。
- 工事に関するリスク 請負業者賠償責任保険の対象とし、この保険では対象外としている。請負業者賠償責任保険がこの保険から独立しているのは、地盤沈下免責を挿入するためである。なお、被保険者が行う小規模な自主工事は、この保険の特約として担保する。
- 受託物に関するリスク 受託者賠償責任保険（自動車管理者賠償責任保険）の対象とし、この保険では対象外としている。
- 被保険者使用人の身体障害に関するリスク 労災保険の分野であり、この保険の対象外としている。工場、百貨店など、他社の使用人が対象施設内で業務に従事中に被った身体障害が想定される場合には、その取扱について予め特定しておく必要がある。
- 仕事の結果に関するリスク 生産物賠償責任保険の対象とし、この保険では対象外としている。この保険では、施設内で提供される商品・飲食物は、引渡し・提供された時点で占有を離れたものとしている。対象とする業務がエレベーターの保守点検や窓ガラスの清掃、アフターサービスなど仕事の終了時期が不明確な業務に関しては、予めその時期を特定しておくことが必要である。
- 排水・排気に関するリスク ここで「排水」とあるのは水溶液のみならず、塩酸等その他の溶液も含む趣旨である。

## 保険料の算出の基礎
保険料の算出の基礎となる数値は、対象施設により異なり、賃金、施設の面積、入場者、座席数などである。このうち、賃金は労災保険料と同一であり、施設の面積は第三者が立ち入ることのない営業面積である。

## 重複保険
同一の危険を担保する他の保険はこの保険と重複保険となるが、スキー場の傷害保険が賠償責任の担保として契約されている場合には、その保険も重複保険となることに注意が必要である。